# Scumuni
Lo scumuni è un gelato artigianale siciliano a due gusti.
La versione originale ha l'esterno di gelato (cioccolato o pistacchio) e il cuore di un ripieno di uova sbattute con lo zucchero.

## Storia
Dolce risalente ai tempi in cui gli arabi dominavano l'isola siciliana, veniva utilizzato in occasione della varie feste, come quella del santo patrono o durante i banchetti di fidanzamenti e matrimoni, arrivando ad essere offerto come torta nuziale. Il suo utilizzo divenne celebre e diffuso soprattutto verso la fine del XVII.
A Biancavilla e ad Adrano, questo dolce è ancora molto apprezzato nella varietà di gusti cioccolato e zabaione. Un'altra versione siciliana ha l'esterno di gelato e il cuore di panna.

## Preparazione dello scumuni
Si utilizzano uova che dopo averle impastate con l'aggiunta di latte viene diviso in due parti alla prima si aggiunge l'essenza di cioccolato alla seconda quella di vaniglia. Dopo viene lasciato raffreddare il preparato in un congelatore.
Oggi ne esistono molteplici varianti, denominate genericamente "Pezzo duro".